# Långtjärnen (Färila socken, Hälsingland, 686614-146378)
Långtjärnen är en sjö i Ljusdals kommun i Hälsingland och ingår i Ljusnans huvudavrinningsområde. Sjön har en area på 0,0568 kvadratkilometer och ligger 443,9 meter över havet.

## Delavrinningsområde
Långtjärnen ingår i det delavrinningsområde (686481-146285) som SMHI kallar för Utloppet av Stor-Järvsjön. Medelhöjden är 457 meter över havet och ytan är 22,63 kvadratkilometer. Det finns inga avrinningsområden uppströms utan avrinningsområdet är högsta punkten. Stor-Järvsjöån som avvattnar avrinningsområdet har biflödesordning 3, vilket innebär att vattnet flödar genom totalt 3 vattendrag innan det når havet efter 197 kilometer. Avrinningsområdet består mestadels av skog (63 procent) och sankmarker (24 procent). Avrinningsområdet har 1,83 kvadratkilometer vattenytor vilket ger det en sjöprocent på 8,1 procent.